# Doktryna Primakowa
Doktryna Primakowa – rosyjska doktryna polityczna sformułowana w latach 90. XX wieku. Zakłada, że bezpieczeństwo narodowe Rosji opiera się na jej statusie supermocarstwa i w jej żywotnym interesie jest niepozwolenie na istnienie jednobiegunowego porządku międzynarodowego pod przewodnictwem Stanów Zjednoczonych.
Doktryna wzięła swoją nazwę od Jewgienija Primakowa, który w 1996 roku został mianowany ministrem spraw zagranicznych Federacji Rosyjskiej przez prezydenta Borysa Jelcyna. Primakow przewodził wysiłkom zmierzającym do przekierowania wektoru polityki zagranicznej Rosji z dala od Zachodu, opowiadając się za utworzeniem strategicznego trójstronnego sojuszu Rosji, Chin i Indii w celu stworzenia przeciwwagi dla Stanów Zjednoczonych w Eurazji.
Doktryna Primakowa koncentruje się wokół pięciu kluczowych kwestii: 
1. Rosja powinna być postrzegana jako aktor prowadzący niezależną politykę zagraniczną
2. Rosja powinna dążyć do stworzenia świata wielobiegunowego
3. Rosja powinna dążyć do supremacji w byłej sowieckiej strefie wpływów i dążyć do integracji eurazjatyckiej
4. Rosja powinna sprzeciwiać się rozszerzeniu NATO
5. Rosja powinna dążyć do partnerstwa z Chinami.

Doktryna ta doprowadziła do współpracy Rosji, Indii i Chin, która ostatecznie przekształciła się w BRICS.